# Douglas Robb
Douglas Sean Robb (* 2. Januar 1975 in Agoura Hills, Kalifornien) ist ein US-amerikanischer Sänger und Frontman der amerikanischen Rockband Hoobastank. 

## Leben und Wirken
Der Sohn eines Schotten und einer Japanerin begann mit 15 Jahren Gitarre zu spielen. Seinen späteren Bandkollegen Daniel Estrin lernte er während einer Highschool Musikveranstaltung kennen, wo sie beide mitwirkten.
In einem Interview mit „Yahoo! Music“ beschrieb Robb den Stil seiner Band folgendermaßen:
„Er ist eher positiv. Nicht alles ist positiv, aber... glücklicherweise wurde keiner von uns von den Eltern geschlagen, und wir haben nicht allzu viel Grund zu schimpfen. Deshalb beschwere ich mich nicht viel in unseren Songs. Es geht mehr um das Alltägliche, das Leben, ... weißt Du, um Fragen, die du und ich uns täglich stellen. Ich denke, mein Glück war es, eine starke Familie und eine gute Nachbarschaft gehabt zu haben, eine familienorientierte Nachbarschaft, so dass ich nicht darüber singen muss, wie hart es war... Ich denke nicht, dass wir etwas Neues machen. Aber ich denke, es ist auch nichts Modisches. Es ist halt Rockmusik mit guter Musik und guten Texten; Texte, mit denen sich Menschen identifizieren können, an denen sie sich festhalten können. Einfach Sachen, die ich mitgemacht habe, weil ich eben ein normaler Typ bin.“
(„It's more positive. It's not all positive, but... none of us were beaten by our parents, fortunately, and we don't have too many gripes. So I'm not complaining too much in our songs. It's mostly more of everyday-type stuff, life...you know, the questions that you and me ask in everyday life. I think that I was fortunate enough to have a strong family and live in a good neighborhood, a family-oriented neighborhood, so I don't have to sing about how rough it was... I don't think we're doing something that hasn't been done before. But I think it's not very trendy. I think it's just rock music with good songs and lyrics, lyrics that people can relate to, grab onto; it's just stuff that I've been through just being a normal guy.“)
Robb ist Co-Autor aller Songs. Zu seinen Vorbildern zählen Faith No More, Van Halen und The Red Hot Chili Peppers.

## Diskografie
Siehe Hoobastank